# Jan C. Cool
Jan C. Cool (8 oktober 1930 – 15 juli 2012) was een Nederlands werktuigbouwkundig ingenieur en hoogleraar aan de Technische Universiteit Delft en aan de Universiteit Twente, vooral bekend van zijn boek Regeltechniek uit 1969.

## Levensloop
Cool werd geboren in 1930, als zoon van Constantijn Marie Cool en Cornelia Jufina van Kregten. Zijn vader was werktuigbouwkundige en elektrotechnisch ingenieur, die in beide vakken was afgestudeerd in Delft in respectievelijk 1914 en 1918. Hij was later adjunct-directeur van het Provinciaal Elektriciteitsbedrijf van Noord-Holland.
Cool behaalde zijn ingenieursgraad aan de Technische Hogeschool Delft in de werktuigbouwkunde in 1957. In 1959 kwam hij aldaar in vaste dienst. In 1975 volgde een aanstelling tot lector, en later tot hoogleraar. In 13 oktober 1995 ging hij met emeritaat, waarbij hem een liber amicorum werd aangeboden. Aan de TU Twente had hij de laatste jaren tevens de leerstoel biomedisch ontwerpen bekleed.
In 1969 publiceerde Cool het boekwerk Regeltechniek, dat uitgroeide tot een standaardwerk op het gebied van meet- en regeltechniek. Deze uitgave werd daarna jarenlang op de meeste hogescholen gebruikt. In 1991 beleefde dit werk een achtste druk bij de Delftse Delta Press. Hij publiceerde daarnaast de werken Inleiding werktuigbouwkunde in 1984 en Werktuigkundige systemen in 1987, die ook enkele herdrukken beleefden. Een van z'n promovendi was Just L. Herder, vanaf 2012 hoogleraar Interactieve Mechanismes en Mechatronics in Delft. Andere promovendi waren Hans Poulis, in 1993 gepromoveerd, en John Peter Kuntz in 1995.
In 1970 was Cool met zijn mede-auteurs van het boek Regeltechniek onderscheiden met de Kluwerprijs. In 1999 ontving Cool samen met Henk Stassen de speurwerkprijs van het Koninklijk Instituut van Ingenieurs. Cool werd geprezen "om zijn ontwerpeisen voor prothesen, die bekend werden als ‘de drie c's van Cool': cosmetiek, comfort en controle."
Cool overleed op 15 juli 2012 in Pijnacker, en is net als zijn ouders begraven in Bloemendaal.

## Publicaties
- Cool, J.C; Schijff, F.J.; Viersma, T.J. (1969): Regeltechniek, Elsevier
- Cool, Jan C. Een arm geven? Rede, uitgesproken bij de aanvaarding van het ambt van lektor in de afdelingen der werktuigbouwkunde en der elektrotechniek van de Technische Hogeschool te Delft op woensdag 15 januari 1975. Delftse universitaire pers. 1975.
- Cool, J.C. & Pistecky, P.V., Inleiding werktuigbouwkunde, Delftsche Uitgevers Maatschappij.
- Jan C. Cool. Werktuigkundige Systemen. 1992.
- Cool, J.C. Artis. Uittreerede, 1995
- Cool, Jan C. Vrijdag 13 oktober : liber amicorum ter gelegenheid van het emeritaat van Prof. Ir. Jan C. Cool, op vrijdag 13 oktober 1995. Technische Universiteit Delft, Faculteit der Werktuigbouwkunde en Maritieme Techniek, 1996

Artikelen, een selectie
- Herder, Just L., Jan C. Cool, and Dick H. Plettenburg. "Methods for reducing energy dissipation in cosmetic gloves." Journal of rehabilitation research and development 35.2 (1998): 201.

- International Standard Name Identifier: 0000 0000 4921 4609
- Library of Congress Control Number: no2005007278
- Nationale Bibliotheek van Israël: 987007361418405171
- Nederlandse Thesaurus van Auteursnamen: 069175438
- Virtual International Authority File: 46487224